# Christoph Bergner

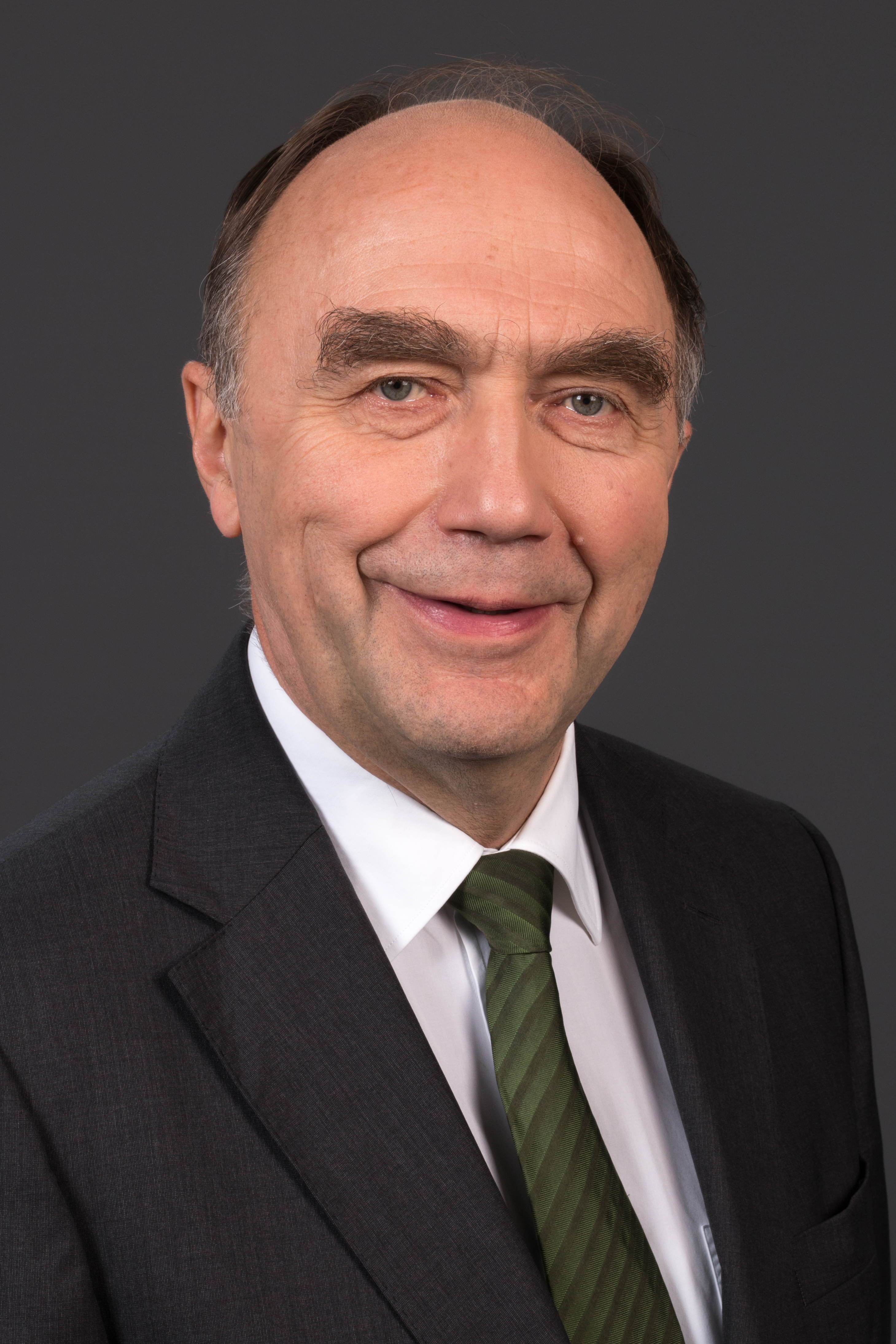
Christoph Bergner (2014)

Christoph Georg Bergner (* 24. November 1948 in Zwickau) ist ein deutscher Politiker (CDU). Er war von 1993 bis 1994 Ministerpräsident des Landes Sachsen-Anhalt, von 2005 bis 2013 Parlamentarischer Staatssekretär beim Bundesminister des Innern und von 2002 bis 2017 Mitglied des Deutschen Bundestages.

## Leben und Beruf
Im Alter von 13 Jahren zog er 1961 nach Saalfeld/Saale und absolvierte von 1964 bis 1967 eine Berufsausbildung mit Abitur zum Facharbeiter für Rinderzucht. Danach folgte der Grundwehrdienst bei der Nationalen Volksarmee (NVA) und ein Studium der Agrarwissenschaften an der Friedrich-Schiller-Universität Jena und von 1969 bis 1971 an der Martin-Luther-Universität Halle-Wittenberg. Er beendet dies 1971 als Hochschulagraringenieur. Danach folgt ein Forschungsstudium und eine Promotion zum Dr. agr. Von 1974 bis 1990 war er wissenschaftlicher Mitarbeiter am Institut für Biochemie der Pflanzen der Akademie der Wissenschaften der DDR.
Christoph Bergner ist evangelisch, Mitglied der Herrnhuter Brüdergemeine, verheiratet und Vater von drei Kindern. Sein Bruder ist der Jazzmusiker Frieder W. Bergner.

## Partei
Bergner wurde 1971 Mitglied der CDU der DDR. Er engagierte sich von September 1989 bis Januar 1990 im Neuen Forum in Halle (Saale). Er bewarb sich im Dezember 1991 um die Nachfolge des zurückgetretenen Gerd Gies als Landesvorsitzender der CDU Sachsen-Anhalt, unterlag aber gegen den Ministerpräsidenten Werner Münch. Stattdessen war Bergner von 1991 bis 1995 stellvertretender Landesvorsitzender. Von 1995 bis 1998 war er Stellvertretender Bundesvorsitzender der CDU Deutschlands. 2006 wurde er zum Aussiedlerbeauftragten der CDU Deutschlands ernannt und gehörte in dieser Funktion bis 2011 dem CDU-Bundesvorstand an.

## Abgeordneter
Von 1990 bis 2002 war Bergner Mitglied des Landtages von Sachsen-Anhalt. Hier war er von 1991 bis 1993 sowie von 1994 bis 2001 Vorsitzender der CDU-Landtagsfraktion.
Von 2002 bis 2017 war er Mitglied des Deutschen Bundestages. Bis 2013 über die Landesliste Sachsen-Anhalt in den Bundestag eingezogen, gewann er bei der Bundestagswahl 2013 sein Direktmandat im Bundestagswahlkreis Halle. Er gehörte dem Unterausschuss Auswärtige Kultur- und Bildungspolitik an.
Zur Bundestagswahl 2017 trat Bergner nicht mehr an und wechselte nach dem Ende seines Bundestagsmandates in die Kommunalpolitik. Bei der  Kommunalwahl am 26. Mai 2019 wurde Christoph Bergner in den Stadtrat von Halle (Saale) gewählt. Er ist Mitglied im Hauptausschuss und Vorsitzender des Sportausschusses.

## Öffentliche Ämter
Von 1986 bis 1991 war er Gemeindekirchenrat der evangelischen Petrusgemeinde Kröllwitz.  1990 war er Ressortchef in der Bezirksverwaltungsbehörde Halle (Saale).
Nachdem im Dezember 1993 der Ministerpräsident Werner Münch wegen einer Affäre um angeblich zu hohe Ministergehälter zurückgetreten war, wurde Bergner am 2. Dezember 1993 zum Ministerpräsidenten von Sachsen-Anhalt gewählt. Er erhielt bei der Abstimmung im Landtag 60 Stimmen und damit sechs mehr, als zur absoluten Mehrheit notwendig gewesen wären. An der Wahl hatten lediglich 83 der 106 Abgeordneten teilgenommen. 19 Abgeordnete der SPD und zwei fraktionslose Parlamentarier nahmen an der Abstimmung nicht teil.
Bei der Landtagswahl im Juni 1994 scheiterte sein Koalitionspartner FDP an der Fünf-Prozent-Hürde und die CDU erhielt nur noch 34,4 Prozent der Stimmen, 4,6 Prozentpunkte weniger als bei der Wahl zuvor im Oktober 1990. Sein Nachfolger im Amt wurde am 21. Juli 1994 der SPD-Kandidat Reinhard Höppner, dessen SPD um 8,0 Prozentpunkte auf 34,0 Prozent zugelegt hatte. Höppner bildete eine von der PDS tolerierte Minderheitsregierung.
Bei der Landtagswahl am 26. April 1998 war Bergner erneut Spitzenkandidat. Die CDU erhielt 22 Prozent der Wählerstimmen, während die SPD mit 35,9 Prozent erstmals stärkste Fraktion wurde.
2004 war er als Vertreter des Landes Sachsen-Anhalt Mitglied des Verwaltungsrates des DeutschlandRadios.
Am 23. November 2005, kurz nach der Bundestagswahl 2005,  wurde er als Parlamentarischer Staatssekretär beim Bundesminister des Innern in das von Bundeskanzlerin Angela Merkel geführte Kabinett Merkel I (große Koalition) berufen. Von Februar 2006 bis Dezember 2013 war Bergner Beauftragter der Bundesregierung für Aussiedlerfragen und nationale Minderheiten. Von März 2011 bis Dezember 2013 war Bergner auch Beauftragter der Bundesregierung für die neuen Bundesländer.
Bei den Kommunalwahlen in Sachsen-Anhalt am 26. Mai 2019 wurde er in den Stadtrat der Stadt Halle (Saale) gewählt.

## Engagement
Christoph Bergner ist Mitglied und Vorsitzender mehrerer Vereine.
- Bergner war von 1996 bis 2023 Präsident des Sportvereins Halle.[11]
- Vorsitzender des Freundes- und Förderkreises der Evangelischen Hochschule für Kirchenmusik Halle.[12]
- Vorsitzender des Fördervereins Erholungsgebiet Petersberg e. V.[13]
- Von 2013 bis 2018 Vorsitzender des Deutsch – Rumänischen Forums e. V.[14][15]

## Politische Schwerpunkte
- Bildungspolitik

Bergners politische Laufbahn im Landtag von Sachsen-Anhalt begann als Bildungspolitischer Sprecher seiner Fraktion. Er widmete sich insbesondere der Hochschulerneuerung nach dem Zusammenbruch der DDR. Ein aus dieser Zeit bleibendes Thema ist die Problematik der sog. „Lückeprofessoren“.
- Gedenken an den Völkermord an den Armeniern

Bundespolitische und europäische Aufmerksamkeit erregte Bergner 2005 mit dem von ihm initiierten Bundestagsantrag zur Ächtung des Völkermordes an den Armeniern anlässlich des 90. Gedenktages der Ereignisse. Seit 1916 hatte sich kein deutsches Parlament mit diesem Thema befasst. Der „Armenierantrag“ löste in der Türkei sowie in der deutsch-türkischen Community starke Debatten aus, die dazu beitrugen, dass der Antrag ohne Gegenstimme vom Deutschen Bundestag angenommen wurde.
Eine Woche vor dem 100. Gedenktag sprach Bergner sich dafür aus, die Ereignisse als Völkermord zu benennen („… bin ich gegen jeden Versuch, im Antragstext den Begriff Völkermord zu vermeiden, um ein verharmlosendes Bild der Geschehnisse vor 100 Jahren zu zeichnen“). Kurz darauf nahmen die Koalitionsfraktionen und die Bundesregierung den Begriff „Völkermord“ in den Entschließungsantrag auf.
- Minderheitenpolitik

Schwerpunkte seiner Arbeit waren über viele Jahre die Belange der vier nationalen Minderheiten in Deutschland sowie die deutschen Minderheiten in Ost- und Mittelosteuropa und Staaten der ehemaligen Sowjetunion sowie die Aussiedler und Spätaussiedler.
In diesem Arbeitsbereich leitete er bilaterale Regierungskommissionen und schuf weitere Gesprächsforen zur Verbesserung der Minderheitensituation. So geht beispielsweise die Einrichtung des Runden Tisches mit der Republik Polen zu Fragen der nationalen Minderheiten auf seine Initiative zurück.

## Kritik
- Bergner wird wegen seiner Mitgliedschaft in der CDU der DDR ab 1971 kritisiert. Er selbst begründete seinen Eintritt in die CDU als Möglichkeit, sich vor dem erwünschten Eintritt in die SED schützen zu können.[25] In diesem Zusammenhang verteidigte er die Aufarbeitung der Blockparteiengeschichte seiner Partei.[26]
- Bergner ist wiederholt wegen seiner Ansichten zur völligen Gleichstellung der Eingetragenen Lebenspartnerschaft mit der Ehe, sowie wegen seiner allgemeinen Ansichten bzgl. der homosexuellen Minderheiten aufgefallen. Bei einer Wahlkampfveranstaltung in Halle soll Bergner im Sommer 2009 gesagt haben, dass die höhere Selbstmordrate bei Homosexuellen auf Störungen in der Persönlichkeitsentwicklung zurückzuführen sei.[27] Der LSVD forderte Bergner auf, sich von diesen „skandalösen“ Äußerungen zu distanzieren. Hendrik Lange warf Bergner vor, sich nicht richtig informiert zu haben. Vielmehr sei die erhöhte Suizidgefährdung auf die hohe Intoleranz in der Bevölkerung zurückzuführen. Bergner selbst widersprach wiederholt dieser Darstellung zu seiner Äußerung, die verkürzt wiedergegeben werde.[28][29] Im Januar 2014 gerät er in das Blickfeld einer kritischen Medienberichterstattung, da er Kuratoriumsmitglied der Gesellschaft zur Lebensorientierung – „Leo e. V.“ ist, der vorgeworfen wurde, Seminare zur Heilung homosexueller Menschen in Sachsen-Anhalt anzubieten.[30][31][32] Eine Darstellung, der der Verein selbst widerspricht.[33]

## Ehrungen und Auszeichnungen
- 2005 Preis des Deutschen Sportbundes „Pro Ehrenamt“
- 2010 Ernennung zum Botschafter der Russlanddeutschen durch Vira – Vereinigung zur Integration der russlanddeutschen Aussiedler e. V.
- 2011 Medaille „Cordi Poloniae“  des Konvents der Polnischen Organisationen in Deutschland
- 2012 Kasachische Jubiläumsmedaille
- 2012 Ehrennadel in Gold des Demokratischen Forums der Deutschen im Banat
- 2013 Goldene Ehrennadel der Landsmannschaft der Deutschen aus Russland
- 2013 Nationalorden Stern von Rumänien im Grad eines Offiziers
- 2013 Mittelkreuz des Ungarischen Verdienstordens
- 2014 Ehrenstern der Föderation der Siebenbürger Sachsen für besondere Verdienste um die Gemeinschaft der Siebenbürger Sachsen weltweit

## Kabinette
- Kabinett Bergner (Sachsen-Anhalt)
- Kabinett Merkel I – Kabinett Merkel II

## Schriften
- Gemeinsam mit Matthias Weber: Aussiedler- und Minderheitenpolitik in Deutschland. Bilanz und Perspektiven. Schriften des Bundesinstituts für Kultur und Geschichte der Deutschen in Osteuropa, Band 38. München 2009. ISBN 9783486590173
- Gemeinsam mit Carl Johann Blydal: Versöhnung, Instrumentalisierung und Beleidigung. Der „Armenierantrag“ im Jahr 2005 und die politische Willensbildung in Deutschland zum Völkermord an den Armeniern. In: Briskina Müller/Drost-Abgarjan/Meißner: Logos im Dialogos. Auf der Suche nach Orthodoxie. Gedenkschrift für Hermann Goltz. Münster 2011. ISBN 9783643110275
- Das Ende der DDR. In: Bohley, Peter (Hrsg.): Erlebte DDR-Geschichte – Zeitzeugen berichten. Berlin 2014. Christoph Links Verlag S. 193–208. ISBN 978-3861537892
- „Lückeprofessoren“ – Über die Rolle der Politik im Umgang mit dem Problem der Altersversorgung angestellter Hochschullehrer der neuen Länder. In: Forschung & Lehre 6/2014.
- Gemeinsam mit Hans Zehetmair: Deutsch als Identitätssprache der Deutschen Minderheiten. München 2014. ISBN 978-3-88795-438-3
- Modernes Brotgelehrtentum. Wissenschaftliches Ethos und Wissenschaftspolitik in der Wissensgesellschaft – 10 Thesen. In: Forschung & Lehre 9/2004.